# Alexandre Méchin

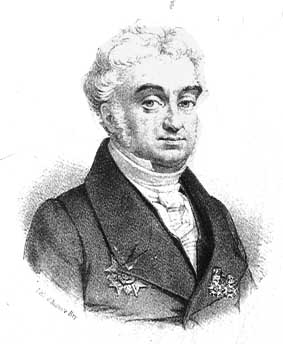
Alexandre Méchin

Alexandre Edmond (Edme) Baron Méchin (* 18. März 1772 in Paris; † 20. September 1849 ebenda) war ein französischer Politiker und Staatsrat sowie Präfekt in mehreren Départements.

## Leben und Wirken
Méchin war der Sohn eines Kommissars im französischen Kriegsministerium und engagierte sich bereits während seines Jurastudiums für die Französische Revolution. Nach dem Aufstand der Pariser Sansculotten vom 31. Mai bis zum 2. Juni 1793 musste er zunächst das Land verlassen, konnte aber nach dem Aufstand vom 9. Thermidor (27. Juli 1794) wieder zurückkehren. Ein Jahr später gehörte Méchin dem Stab von Louis-Marie Stanislas Fréron an, der als Kommissar nach Marseille versetzt worden war. Wenige Monate später kehrte Méchin zurück und wurde Kabinettschef im Innenministerium unter Pierre Bénézech. 1798 wurde er als Nachfolger von Michel Louis Étienne Regnaud de Saint-Jean d’Angély Beauftragter der französischen Regierung auf Malta. Während einer Dienstreise durch Italien geriet Méchin im November 1798 in Viterbo im Rahmen eines Aufstandes in italienische Gefangenschaft, aus der er im Januar 1799 entlassen wurde.
Nach dem Staatsstreich des 18. Brumaire VIII (9. November 1799) ernannte ihn Napoleon Bonaparte zunächst zum Präfekten des Département Landes und am 9. Juli 1802 zum Präfekten des Départements de la Roer mit Sitz im Londoner Hof in Aachen. Méchin trat sein Amt als Nachfolger des verstorbenen Nikolaus Sebastian Simon erst am 23. September 1802 an und bis dahin wurden die Dienstgeschäfte von dem dortigen Präfekturrat Johann Friedrich Jacobi geleitet.
In seiner Aachener Amtszeit zeigte sich Méchin als glühender Napoleon-Verehrer und pflegte einen intensiven Napoleon-Kult. Dazu passte es, dass gleichzeitig mit Méchins Amtsübernahme Marc-Antoine Berdolet als erster Bischof des neu eingerichteten Bistums Aachen eingeführt wurde, der ebenfalls ein überzeugter Anhänger Napoleons war. Méchin erließ unter anderem, dass Napoleons Ernennung zum Konsul auf Lebenszeit im August 1802 mit Glockengeläut und einem feierlichen Te Deum zu feiern sei, und bereitete den Besuch Napoleons für die Zeit vom 2. bis 11. September 1804 in Aachen vor. Darüber hinaus ließ er überall in der Stadt Inschriften und Symbole zu dessen Huldigung anbringen. Zwischenzeitlich setzte er zudem das von Napoléon verfügte Unterrichtsgesetz um, nach dem das Fach Französisch Pflichtfach wurde, und gewährte zudem der Aachener Jesuitenschule, dem späteren Kaiser-Karls-Gymnasium, die Errichtung einer Sekundarstufe. Zusätzlich verschaffte er sich in der Verwaltung und in der Bürgerschaft aufgrund des von ihm aufgebauten Spitzelsystems wenig Freunde, was sowohl zu Spannungen mit den Mitarbeitern und den Bürgern als auch mit seinen Vorgesetzten führte.
Daraufhin wurde Méchin am 15. September 1804 auf die Präfekturstelle des Départements Aisne versetzt, wo er am 31. Dezember 1809 zum Baron d’Empire ernannt und zwischenzeitlich als Offizier in die Ehrenlegion aufgenommen wurde. Schließlich übernahm er vom 12. Februar 1812 bis zum Zusammenbruch des Ersten Kaiserreiches im Jahr 1814 das Amt des Präfekten im Département Calvados sowie von März bis Juli 1815 in der Zeit von Napoleons Herrschaft der hundert Tage im Département Ille-et-Vilaine. 
In der nun folgenden Zeit der französischen Restauration gründete Méchin im Jahr 1816 zunächst ein Bankhaus und wurde für die Liberale Partei mehrfach zum Abgeordneten des Wahlkreises Aisne in die Französische Abgeordnetenkammer gewählt. Bei der Julirevolution von 1830 unterstützte er die Partei von François Guizot und wurde von 1830 bis 1839 als Präfekt im Département Nord eingesetzt. Im Jahr 1831 erhielt Méchin seine Ernennung zum Staatsrat und wurde 1840 in den Ruhestand versetzt.